# Chris Nicklas
Chris Nicklas (Rio de Janeiro, 30 de novembro de 1966) é uma apresentadora e ex-modelo brasileira.
Chris Nicklas trabalhou de 1982 até 1993 como modelo fotográfico, quando foi chamada para apresentar o programa de jornalismo MTV no Ar, da MTV Brasil (entre 1993 a 2001).
Em poucos anos, cresceu e encarou desafios como o de apresentar um programa de auditório (Quiz MTV, ao lado de Rafael Ramos) e o de gravar um programa de viagens na Espanha (Mochilão MTV). Encarregada sempre de ficar à frente do Disk MTV e do Resposta MTV durante as temporadas de verão, Chris ganhou uma enorme cancha em transmissões ao vivo. Na lista dos programas nos quais deixou sua marca estão: Radiola MTV, Central MTV, Top 2000, Ano Rock, Semana Rock, Nonstop, Caixa Postal MTV, entre outros.
Nos oito anos em que trabalhou para este canal, desenvolveu uma enorme desenvoltura e versatilidade em frente às câmeras por conta da variedade enorme de programas que conduziu. Do jornalismo, migrou para o departamento musical, onde pôde abandonar o estilo mais formal e se soltar como VJ.
Em 2002, lançou, ao lado de estrelas como Giovana Antonelli, Reinaldo Gianecchini e Ingrid Guimarães, o longa metragem Avassaladoras, de Mara Mourão, no qual interpreta Tereza, uma mulher na casa dos trinta, bem sucedida e solteirona. Numa segunda incursão no mundo da dramaturgia, fez uma participação no filme Maria - Mãe do Filho de Deus, de Moacyr Góes, no qual trabalhou novamente ao lado da atriz Giovana Antonelli.
No segundo semestre de 2003, foi chamada pela produtora Giros para apresentar o programa + D, sobre arquitetura, design e decoração, ao lado de Cristina Brasil, para o canal GNT da Globosat.
A partir de 2005, começou a cobrir ao vivo, para o GNT, o São Paulo Fashion Week, a maior semana de moda da América Latina. Um ano depois passou a trabalhar também na cobertura do Fashion Rio. Retorna, então, a suas origens do mundo da moda, onde reencontra velhos parceiros como Tufi Duek, Reinaldo Lourenço, Gloria Coelho, Marcelo Sommer, Costanza Pascolato, entre outros.
Por sua forma e estilo de conduzir as transmissões com simpatia e naturalidade, faz um forte vínculo com os assinantes do canal que veem nela sua porta voz com a missão de decodificar os conceitos do mundo da moda, que muitas vezes lhes parecem tão distantes da realidade do dia a dia. Deste laço, surge a ideia de fazer um programa que realmente aproxima a mulher das tendências das estações, e assim nasce o Tamanho Único, que ela apresentou em 2010, ao lado de sua parceira de temporadas de moda Patrícia Koslinski e da consultora de moda paulista.
Já por três anos consecutivos também faz a cobertura ao vivo do tapete vermelho do Oscar, ao lado do maior crítico de cinema do Brasil, Rubens Ewald Filho, para o canal TNT. Com seu conhecimento de moda, comenta os indicados, com destaque para os que concorrem na categoria melhor figurino.